# René Le Cerf
Pour les articles homonymes, voir Le Cerf.
René Le Cerf, né le 21 novembre 1846 à Paris et mort le 4 mars 1901 à Paris, est un homme politique français.

## Biographie
Docteur en droit, il est propriétaire terrien. Maire de Mûr-de-Bretagne, conseiller général en 1876, il est député royaliste des Côtes-du-Nord de 1888 à 1898, siégeant à l'Union des droites.

## Source
- « René Le Cerf », dans Adolphe Robert et Gaston Cougny, Dictionnaire des parlementaires français, Edgar Bourloton, 1889-1891 [détail de l’édition]
- « René Le Cerf », dans le Dictionnaire des parlementaires français (1889-1940), sous la direction de Jean Jolly, PUF, 1960 [détail de l’édition]